# ŽNK Koprivnica
ŽNK Koprivnica, ženski je nogometni klub iz Koprivnice.

## Povijest
Ženski nogometni klub Koprivnica osnovan je 2015. godine. Klub se u sezoni 2020./21. natječe u 2. HNL za žene.

## Vanjske poveznice
- ŽNK Koprivnica  Arhivirana inačica izvorne stranice od 6. kolovoza 2018. (Wayback Machine)